# Georgi Aleksándrov
Gueorgui Fiódorovich Aleksándrov (San Petersburgo, 22 de marzo de 1908 – Moscú, 7 de julio de 1961) fue un filósofo marxista y político soviético. 

## Infancia y educación
Aleksándrov nació en una familia obrera de San Petersburgo, pero se quedó sin hogar durante la guerra civil rusa. Entre 1924 y 1930 estudió filosofía comunista en Borisoglebsk y Tambov, siendo más tarde enviado al Instituto de Historia y Filosofía de Moscú. Tras graduarse en 1932, Aleksándrov permaneció en el Instituto para estudios de cátedra, convirtiéndose en profesor y posteriormente en vicedirector y Secretario Científico del Instituto.

## Dirigente comunista
En 1938, en el punto álgido de la Gran Purga, Aleksándrov fue nombrado vicejefe del Departamento de Publicaciones del Comité Ejecutivo de la Internacional Comunista. En 1939 fue nombrado vicejefe del Departamento de Propaganda y Agitación del Comité Central del Partido Comunista de la Unión Soviética y al mismo tiempo puesto a cargo de la Escuela Superior del Partido (VPSh), centro de formación del Comité Central situado en Moscú, que encabezó hasta 1946. 
En septiembre de 1940, Aleksándrov fue nombrado jefe del Departamento de Agitación y Propaganda, Agitprop, reemplazando a Andréi Zhdánov, quien, como Secretario del Comité Central, retuvo la supervisión general sobre la propaganda en la URSS. En 1941, Aleksándrov fue elegido miembro candidato del Comité Central y, el 19 de marzo de 1946, miembro de su Orgburó. En 1946, fue elegido además miembro de la Academia Soviética de las Ciencias.

## La degradación de 1947
A través de su carrera, Aleksándrov estaba estrechamente asociado con Gueorgui Malenkov, uno de los principales consejeros de Iósif Stalin. Una vez Malenkov comenzó a perder influencia ante Andréi Zhdánov en 1946, la posición de Aleksándrov se debilitó. En junio de 1947, el libro de texto de Aleksándrov Historia de la Filosofía Europea Occidental (1945) fue denunciado por órdenes de Stalin por sobrevalorar las contribuciones de Hegel y subestimar las contribuciones realizadas por los filósofos rusos. Aleksándrov perdió su puesto en el Departamento de Agitación y Propaganda ante Mijaíl Súslov y sus partidarios fueron purgados. A pesar de todo, Aleksándrov retuvo su puesto en el Orgburó y fue nombrado Director del Instituto de Filosofía de la Academia Soviética de las Ciencias. Permaneció ahí incluso tras la degradación de Zhdánov y su consiguiente muerte en 1948 y el retorno de Malenkov al poder. 

## Después de Stalin
Cuando Malenkov fue nombrado primer ministro de la URSS tras la muerte de Stalin en marzo de 1953, nombró a Aleksándrov ministro de Cultura el 9 de marzo de 1954. Después de que Malenkov perdiera su posición en la lucha de poder contra el Secretario General del PCUS, Nikita Jrushchov, en febrero de 1955, Aleksándrov fue cesado el 10 de marzo de ese año. Fue enviado a Minsk, donde fue puesto a cargo de la sección de dialéctica y materialismo histórico del Instituto de Filosofía y Derecho de la Academia Bielorrusa de las Ciencias. Pasó el resto de su vida trabajando sobre sociología y en sus memorias, falleciendo en Moscú en 1961 a los 53 años de edad.